# Leucophanes serratulum
Leucophanes serratulum là một loài rêu trong họ Calymperaceae. Loài này được M. Fleisch. mô tả khoa học đầu tiên năm 1914.